# 北馬里亞納群島機場列表
以下是北馬里亞納群島的機場列表(美國聯邦)，列表是依地方名稱的英文字母排列的。包括所有民用和軍用機場。一些私人和也停用的機場可能會在此列表出現，例如機場之前是民用、又或機場曾給予一個美國聯邦航空總署或國際航空運輸協會的代碼。

## 機場
這列表的資料包括：
- 地點 - 機場的位置。

- FAA - 由美國聯邦航空總署(FAA)編定的機場代碼。

- IATA - 由國際航空運輸協會(IATA)編定的機場代碼。

- ICAO - 由國際民航組織(ICAO)編定的機場代碼。

- 機場名稱 - 機場的官方名稱。

- 角色 - 由美國聯邦航空總署(FAA)編定四個機場類型，分別是：

- - P: 商業服務—主要是公有的機場，設有定期航班是客量每年超過一萬人的機場。而每一個P類型的機場會再細分至以下四類：
    - L: 大型樞紐 是佔全美機場客量最少1%。
    - M: 中型樞紐 是佔全美機場客量0.25%至1%。
    - S: 小型樞紐 是佔全美機場客量0.05%至0.25%。
    - N: 不是樞紐 是佔全美機場客量少於0.05%，但多於客量每年超過一萬人。

  - CS: 商業服務—非主要是公有的機場，設有定期航班是客量每年超過二千五百人的機場。
  - R: 後援機場是作為商用機場的後援。
  - GA: 一般航空 是一些普通機場。

- 客量 - 由美國聯邦航空總署(FAA)提供的機場在2008年時的客量。

| 地點    | FAA  | IATA | ICAO | 機場名稱                | 角色 | 客量    |
| ------- | ---- | ---- | ---- | ----------------------- | ---- | ------- |
|         |      |      |      | 商用 - 主要機場         |      |         |
| 塞班島  | GSN  | SPN  | PGSN | 塞班國際機場            | P-S  | 441,013 |
| 羅塔島  | GRO  | ROP  | PGRO | 羅塔國際機場            | P-N  | 27,776  |
| 天寧島  | TNI  | TIQ  | PGWT | 天寧島國際機場 (西天寧) | P-N  | 24,806  |
|         |      |      |      | 普通機場                |      |         |
| Pagan島 | TT01 |      |      | Pagan機場               | GA   |         |
|         |      |      |      | 停用空軍基地            |      |         |
| 天寧島  |      |      |      | 北基地 (停用)           |      |         |